# سفوتة دول البلطيق

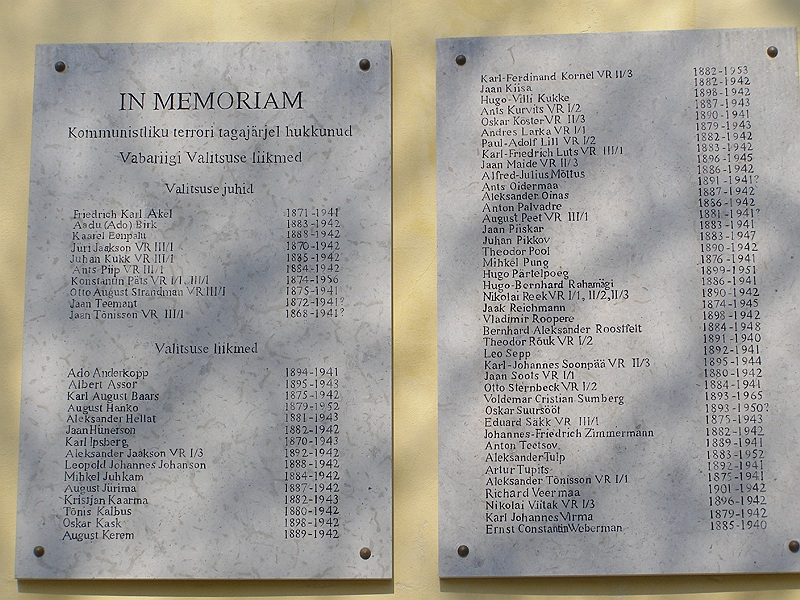

يشير مصطلح سَفوَتة دول البلطيق (أو إخضاع دول البلطيق للنظام السوفييتي) (بالإنجليزية: Sovietization of the Baltic states)‏ إلى سَفوَتة شتّى مجالات الحياة في إستونيا ولاتفيا وليتوانيا عندما كانت تحت سيطرة الاتحاد السوفييتي. تتناول الفترة الأولى الاحتلال منذ يونيو 1940 حتى يوليو 1941 حين بدأ الاحتلال الألماني. أما الفترة الثانية فتغطي عام 1944 عندما أجبرت القوات السوفييتية ألمانيا على الخروج حتى عام 1991 عندما أُعلن الاستقلال.

## ما بعد الاحتلال مباشرة
بعد الاحتلال السوفييتي لدول البلطيق الثلاثة (إستونيا ولاتفيا وليتوانيا) عام 1940 أُتبعت ممارسات القمع بعمليات الترحيل الجماعي التي قام بها السوفييت. تضمنت وثيقة تعليمات سيروف «إجراءات ترحيل العناصر المناهضة للسوفييت من ليتوانيا ولاتفيا وإستونيا» تعليمات مفصلة لإجراءات وبروتوكولات مراقبة ترحيل مواطني دول البلطيق.
انبثقت الأحزاب الشيوعية المحلية مع 1500 عضوًا في ليتوانيا و500 في لاتفيا و133 عضوًا في إستونيا.

## الحكومات الانتقالية 1940
بدأ السوفييت تحويرًا دستوريًا لدول البلطيق بتشكيل «حكومات شعبية» انتقالية. بقيادة مساعدي ستالين المقربين أجبر المؤيدون الشيوعيون المحليون وأولئك الذين جُلبوا من روسيا رؤساء وحكومات البلدان الثلاثة على الاستقالة والاستعاضة عنهم برؤساء الشعب المؤقتين.
لم ينصّب السوفييت فورًا القادة المجهولين فعليًا من الأحزاب الشيوعية الصغيرة الموجودة في كل ولاية، ولكن بدلًا من ذلك، شكّل ائتلاف يساري واسع بالتزامن مع توظيف مبعوثين سوفييت يقدمون قوائم للتركيبات الحكومية دون الموافقة حتى على التغييرات الطفيفة. نفت الحكومات الجديدة في البداية أي نية لإنشاء أنظمة سوفييتية ناهيك عن الاندماج في الاتحاد السوفياتي، إنما ادّعت أنها ستزيل فقط السياسيين «الفاشيين» من مناصبهم.
في أواخر يونيو وأوائل يوليو، أعلنت الحكومات أن الأحزاب الشيوعية هي الأحزاب السياسية القانونية الوحيدة. وحُظرت جميع الأنشطة العامة غير الشيوعية، في حين حُلَّت الجماعات السياسية والدينية والإيديولوجية الاجتماعية التي يمكن أن تُصنف ضمن الجبهات الشيوعية، بما في ذلك المنظمة العالمية للحركة الكشفية. استُبدلت قوات الشرطة بمليشيات مجندة خاصة. جرى سفوتة «الجيش الشعبي» بسرعة استعدادًا لإدماجه النهائي في الجيش الأحمر.

## الانتخابات المزورة 1940
في الفترة بين 14 -15 يوليو 1940، أُجريت انتخابات برلمانية مزورة لـ «البرلمانات الشعبية» من قبل الشيوعيين المحليين الموالين للاتحاد السوفييتي. وبسبب القيود الانتخابية المطبقة حديثًا، لم يُسمح سوى للشيوعيين وحلفائهم بالترشح. لُفقت نتائج الانتخابات بشكل كامل لإعطاء الشيوعيين أغلبية عظمى: وقد أفصحت الصحافة السوفييتية عن النتائج في وقت مبكر، إذ ظهرت النتائج مطبوعة في إحدى صحف لندن قبل 24 ساعة من إغلاق صناديق الاقتراع.
اجتمعت البرلمانات الجديدة للمرة الأولى في أواخر شهر يوليو، كل جلسة تكون لغرض واحد لا غير وهو تقديم التماسات للانضمام إلى الاتحاد السوفييتي ما يناقض الادعاءات قبل الانتخابات بأنه لن تُتخذ هكذا إجراءات. في كل جلسة جرى إقرار الالتماسات. في الوقت الملائم، «قَبِلَ» الاتحاد السوفييتي جميع الالتماسات الثلاثة وضمَّ رسميًا البلدان الثلاثة. استخدم الاتحاد السوفييتي- ثم روسيا في وقت لاحق- هذه الأصوات لدعم مزاعمه بأن شعوب البلطيق كانت قد طالبت طوعًا بالانضمام إلى الاتحاد السوفييتي بعد قيامها بالثورات الاشتراكية في بلدانها.
أنشئت محاكم عامة لمعاقبة «خونة الشعب»: أولئك الذين تخاذلوا عن «الواجب السياسي» المتمثل في التصويت لبلدانهم للدخول إلى الاتحاد السوفييتي.